# Daniele Russo (Fußballspieler, 1985)
Daniele Russo (* 3. November 1985 in Sorengo) ist ein schweizerisch-italienischer Fussballspieler, der beim FC Paradiso in der drittklassigen Promotion League unter Vertrag steht.

## Karriere
Daniele Russo spielte in den Nachwuchsteams des Team Ticino und des AC Lugano, ehe er dort ab 2005 auch in der ersten Mannschaft zu Einsätzen kam. Nachdem sein Vertrag beim Zweitligisten im Sommer 2007 nicht mehr verlängert worden war, fand er mit dem Drittligisten FC Mendrisio-Stabio einen neuen Verein, mit dem er die Rückrunde 2008 bestritt. Daraufhin erfolgte der Wechsel innerhalb der 1. Liga zum FC Chiasso, mit welchem Russo 2010 den Aufstieg in die Challenge League erreichte. Im Sommer 2012 unterschrieb er einen Vertrag beim Ligakonkurrenten AC Bellinzona, bevor er in der Winterpause für ein halbes Jahr zum FC Lugano zurückkehrte.
Im Sommer 2013 wurde Daniele Russo vom FC St. Gallen verpflichtet. Sein Debüt in der ersten Mannschaft gab er beim Cup-Spiel gegen den FC Schönbühl. Noch bevor er in der Meisterschaft zum Einsatz kam, spielte er auswärts gegen Swansea City sein erstes Spiel in der UEFA Europa League. In der Super League debütierte er gegen den FC Basel.
Zur Saison 2016/17 wechselte er in die Challenge League zum FC Winterthur, für den er 18 Spiele absolvierte. Im Sommer 2017 kehrte er ins Tessin zur viertklassig spielenden AC Bellinzona zurück. Die Mannschaft stieg am Saisonende in die Promotion League auf. Im Sommer 2021 schloss sich Russo dem FC Paradiso in der 1. Liga an.